# 金钥匙国际荣誉协会
金钥匙国际荣誉协会（英語：Golden Key International Honour Society）是一个总部位于美国乔治亚州亚特兰大的非盈利组织。 协会的成立旨在认可学生大学阶段在各个领域取得的学术成就。金钥匙协会目前在澳大利亚，加拿大，马来西亚，新西兰，南非，阿联酋和 美国共7个国家365所大学和学院拥有分会。金钥匙协会是全球最大的大学精英荣誉协会，入会必须凭协会发出的邀请函。邀请函仅向最优秀15%的二年级以上大学生和成绩顶尖的研究生发放。学术成就是其选择会员的唯一参考标准。
金钥匙荣誉协会最早由美国乔治亚州里大学的一些教师和学生在1977年12月29日组建，后于2001年更名为金钥匙国际荣誉协会，以表达其多元化和国际化的定位。

## 协会活动
金钥匙协会为其会员提供一系列服务，包括履历和研究生项目支持，职业规划和养成，领导力培养，人际关系网络，和会员特别优惠。除了大量学术和职业发展机会，金钥匙协会每年还提供50万美元的奖学金和奖励。服务社区是金钥匙协会的核心价值之一。各分会在本地社区大量参与了各种志愿者项目，包括Habitat for Humanity, Terry Fox Run, Make a Difference Day，及其他一些文化扫盲工作。
金钥匙协会是众多国际组织的成员。其中美国注册荣誉机构大学荣誉组织联盟近期提供了一份报告，声称金钥匙协会是提供最多实在福利和服务的荣誉协会。金钥匙协会加入的组织还包括如：
- 美国国家大学荣誉委员会（NCHC）
- 美国国家学生人事管理者协会（NASPA）
- 国际教育工作者协会（NAFSA）
- 美国国家奖学金赞助者协会（NSPA）
- 美国大学招生官协会（AACRAO）

金钥匙协会由其国际理事会负责管理。其志愿咨询组织包括国际领导力委员会，咨询委员会，和学生会员委员会目前的首席执行官（CEO）是 约翰W.米切尔。

## 争议
有部分人士质疑其所提供奖学金的数额和其员工薪水之间的明显差距。不列颠哥伦比亚大学学生报Ubyssey曾发表一篇文章，审视金钥匙协会的财务和奖学金政策运作。协会声称“向会员及分会以福利和服务的形式返还75%的会费，另外25%作为管理和办公费用”，然而Ubyssey发现1997年其薪金，管理，和其他一般支出总额为2,997,827美元，在协会所有支出6,430,054美元中占近47%。后另有一篇文章指出在1997年6月30日结束的财政年度中，金钥匙协会仅发出奖学金289,461美元，不足其总支出的5%。协会目前声称每年提供大约500,000美元奖学金和奖励， 但考虑其收入自1997年至今应有显著增加，协会的支出结构并未有很大改变。
在非盈利组织（例如金钥匙协会）的资金使用中，相关学者建议实体项目和管理，筹资等支出应保持65%/35%的比率。（Better Business Bureau）  在其年度审计报告中，金钥匙协会的该比率在2008年为84%实体项目/16%管理和筹资。  根据以上审计数据，金钥匙目前使用资金的方式远优于“推荐标准”。奖学金项目仅是众多福利项目中的一个。其他重点项目包括学术，领导力，和相关服务。
作为对于以上争议的回应，一位金钥匙协会会员最近声称70美元会费中11美元是被分配到各地分会，各个分会将根据需要来使用这笔资金。分会根据不同规模还有一笔数额不定（不低于300美元）的额外拨款作为分会的地方奖学金。地方奖学金的发放条件由分会自行决定，其中可能包括分会服务项目的参与程度和会议出席情况。大部分分会将其地方奖学金分为三个奖项，分别授予二年级，三年级，和四年级学生。